# Robert Olech
Robert Olech (ur. 5 kwietnia 1981 w Bolesławcu) – polski lektor, aktor oraz montażysta.

## Życiorys
W 2004 roku ukończył wrocławską filię Wydziału Aktorskiego PWST im. Ludwika Solskiego w Krakowie.

## Filmografia

### Aktor
- 1997–2018: Klan – doktor Lipnicki, lekarz ginekolog-położnik w Centrum Medycznym „El-Med”
- 2003–2018: Na Wspólnej – kolega Grzegorza
- 2004: Osiemnaście
- 2004: Od dziś będziemy dobrzy – Nazi
- 2004–2008: Kryminalni – Andrzej Wraciak (odc. 1), Andrzej Zielnik (odc. 94)
- 2004: M jak miłość – żołnierz (odc. 238, 242)
- 2004–2018: Pierwsza miłość – Michał, trener tenisa ziemnego, rzekomy „damski bokser” bijący m.in. Agatę Weksler
- 2005: X2 – Kamil
- 2005: Stworzony by śnić
- 2005: Rozdroże cafe – Grześ
- 2005: Plebania – Tomek (odc. 604, 605, 606, 607)
- 2006: Oficerowie – „Mussolini” (odc. 9, 11)
- 2006: Góra góry – Jacek
- 2006: Fala zbrodni – (odc. 65)
- 2006: Cud mniemany czyli krakowiacy i górale – Bryndas
- 2006: Bezmiar sprawiedliwości – Łukasz
- 2006: Bezmiar sprawiedliwości – Łukasz
- 2007: Z miłości – Marek
- 2008: Twarzą w twarz – policjant (seria II)
- 2008: Ojciec Mateusz – strażnik (odc. 11)
- 2008: Faceci do wzięcia – (odc. 79)
- 2009: Zwerbowana miłość – student
- 2009: Pułkownik Dąbek. Obrona Gdyni 1939 – kapitan Jerzy Wierzbowski
- 2009: Dekalog 89+ – pracownik firmy tunelującej (w odcinku Real)
- 2010: Matka Teresa od kotów – policjant
- 2011: Usta usta – agent Rafał (odc. 33)
- 2011: Na dobre i na złe – doktor Juraszek, Asystent Markiewicza (odc. 445)
- 2012: Na własne ryzyko – Adam
- 2013: Układ zamknięty – 2 role: Piotr Maj, współwłaściciel „Nawaru”; Ryszard Maj, ojciec Piotra w roku 1968 (w tej roli dubbingowany przez Marcina Trońskiego)
- 2013: Prawo Agaty – sędzia (odc.45)
- 2014: Lekarze – prezydent Torunia (odc. 56, 59)
- 2016: Na sygnale – Wojtek (odc. 116)

### Montażysta
- 2007–2011: W ostatniej chwili – o komiksie w PRL-u
- 2009: Prywatne śledztwa
- 2009: Pięć dni z życia prymasa
- 2009: „Człowiek świętego imienia”. Rzecz o Romualdzie Traugucie
- 2010: Historie prawdziwe
- 2011–2012: Listy gończe
- 2014: Śledztwo w sprawie bożego narodzenia

### Dźwiękowiec
- 2010: Aktorzy przyjechali

### Lektor
- 2009: „Człowiek świętego imienia”. Rzecz o Romualdzie Traugucie

### Animator
- 2007–2011: W ostatniej chwili – o komiksie w PRL-u